# Précy-Saint-Martin
Précy-Saint-Martin – miejscowość i gmina we Francji, w regionie Grand Est, w departamencie Aube.
Według danych na rok 1990 gminę zamieszkiwały 203 osoby, a gęstość zaludnienia wynosiła 31 osób/km².